# Socijalne djelatnosti
Socijalne djelatnosti polje je društvenih znanosti.
Polje socijalnih djelatnosti obuhvaća nekoliko znanstvenih grana: socijalnu politiku, socijalno planiranje, teoriju socijalnog rada, posebna područja socijalnog rada i socijalnu gerontologiju
U Hrvatskoj studij socijalnog rada postoji od 1952. godine. Od 1983. godine Interfakultetski studij za socijalne radnike pripojen je Pravnom fakultetu Sveučilišta u Zagrebu. Od 1995. godine postoji i Studijski centar socijalnog rada.

## Vanjske poveznice
Mrežna mjesta
- Studijski centar socijalnog rada